# Blind ermittelt
Blind ermittelt, in Deutschland auch Der Wien-Krimi: Blind ermittelt, ist eine österreichische Kriminalfilmreihe, die seit 2018 von Mona Film und Tivoli Film der Produzenten Thomas Hroch und Gerald Podgornig in Zusammenarbeit mit dem ORF und der ARD produziert wird. Die Dreharbeiten finden in Wien und Umgebung statt. Die Hauptrollen spielen Philipp Hochmair und Andreas Guenther.

## Handlung
Alexander „Alex“ Haller, der zusammen mit seiner Schwester Sophie ein Hotel geerbt hat, ist ein ehemaliger Wiener Chefinspektor, der einen Sprengstoffanschlag durch eine Autobombe schwer verletzt überlebt und dabei sein Augenlicht und damit auch seinen Beruf verloren hat. Bei dem Anschlag wurde seine Lebensgefährtin, die Staatsanwältin Kara Hoffmann, getötet. Haller gibt sich die Schuld an ihrem Tod und glaubt, dass der Anschlag ihm gegolten habe. Im nächtlichen Wien kann der aus Berlin stammende Taxifahrer Nikolai Falk verhindern, dass Haller aus Verzweiflung Suizid begeht. Aus der Zufallsbekanntschaft entwickelt sich ein ungleiches Ermittlerduo und später eine feste Freundschaft.
Hallers Nachfolgerin Laura Janda und ihr früherer Chef Oberstaatsanwalt Arthur Pohl sind wenig begeistert, dass Haller und Falk nun auf eigene Faust ermitteln. Den Nachteil, nicht sehen zu können, versucht Haller zu seinem Vorteil zu nutzen, da ihn andere deswegen unterschätzen. Neben einem sehr guten Gehör ist auch sein Geruchssinn sehr ausgeprägt.
In der Folge Tod im Prater erhält Haller den Status eines Sonderermittlers, der gemeinsam mit Laura Janda und deren Assistenten Peter Lassmann offiziell für die Polizei tätig ist.

## Hintergrund
Philipp Hochmair bereitete sich auf seine Rolle unter anderem mit einem Besuch einer Ausstellung von Dialog im Dunkeln vor.
In den Folgen Der Tote im Tiergarten (12) und Freuds Fehler (13) kam Claudia Kottal als leitende Kommissarin Mia Markovic zum Ermittlerteam, die Jaschka Lämmert als Kommissarin Laura Janda ersetzte.

## Folgen
| Folge | Titel (ORF)                | Titel (ARD)                                           | Erstausstrahlung ORF | Einschaltquote ORF                                 | Erstausstrahlung ARD | Einschaltquote ARD    |
| ----- | -------------------------- | ----------------------------------------------------- | -------------------- | -------------------------------------------------- | -------------------- | --------------------- |
| 1     | Die toten Mädchen von Wien | Die toten Mädchen von Wien                            | 5. Mai 2018          | 406.000 (16 % MA)                                  | 5. Mai 2018          | 5,25 Mio. (20,4 % MA) |
| 2     | Blutsbande                 | Die verlorenen Seelen von Wien                        | 2. Dez. 2019         |                                                    | 27. Feb. 2020        | 4,03 Mio. (12,7 % MA) |
| 3     | Das Haus der Lügen         | Der Feuerteufel von Wien                              | 9. Dez. 2019         | 610.000 (Maximum) 574.000 (Durchschnitt) (19 % MA) | 5. März 2020         | 4,16 Mio. (13,3 % MA) |
| 4     | Zerstörte Träume           | Der Wien-Krimi: Blind ermittelt – Tod im Fiaker       | 28. Dez. 2020        |                                                    | 8. Apr. 2021         | 5,96 Mio. (18,4 % MA) |
| 5     | Endstation Zentralfriedhof | Der Wien-Krimi: Blind ermittelt – Lebendig begraben   | 4. Jan. 2021         |                                                    | 15. Apr. 2021        | 5,83 Mio. (18,0 % MA) |
| 6     | Tod im Prater              | Der Wien-Krimi: Blind ermittelt – Tod im Prater       | 16. Apr. 2022        | 360.000 (15 % MA)                                  | 21. Apr. 2022        | 5,98 Mio. (21,9 % MA) |
| 7     | Die nackte Kaiserin        | Der Wien-Krimi: Blind ermittelt – Die nackte Kaiserin | 23. Apr. 2022        | 418.000 (17 % MA)                                  | 28. Apr. 2022        | 5,20 Mio. (18,9 % MA) |
| 8     | Tod im Weinberg            | Der Wien-Krimi: Blind ermittelt – Tod im Weinberg     | 17. Apr. 2023        |                                                    | 4. Mai 2023          | 5,59 Mio. (22,4 % MA) |
| 9     | Mord an der Donau          | Der Wien-Krimi: Blind ermittelt – Tod an der Donau    | 24. Apr. 2023        |                                                    | 11. Mai 2023         | 4,84 Mio. (18,5 % MA) |
| 10    | Tod im Kaffeehaus          | Der Wien-Krimi: Blind ermittelt – Tod im Kaffeehaus   | 22. Apr. 2024        | 502.000 (19 % MA)                                  | 2. Mai 2024          | 4,86 Mio. (19,2 % MA) |
| 11    | Tod im Palais              | Der Wien-Krimi: Blind ermittelt – Tod im Palais       | 29. Apr. 2024        | 414.000 (17 % MA)                                  | 9. Mai 2024          | 4,46 Mio. (18,4 % MA) |
| 12    | Der Tote im Tiergarten     |                                                       |                      |                                                    |                      |                       |
| 13    | Freuds Fehler              |                                                       |                      |                                                    |                      |                       |

DVD-BOX (Folgen 1–3) erschienen am 4. Februar 2021. Die Folgen 4 bis 11 sind ebenfalls als DVD erhältlich.